# Fridolin von Senger und Etterlin
Fridolin von Senger und Etterlin (Waldshut em 4 de Setembro de 1891 — Freiburg, 4 de Janeiro de 1963) foi um general da Wehrmacht que serviu na Segunda Guerra Mundial.

## Biografia
Entrou para o exército como voluntário em 1910. Em 1914, se tornou um Tenente da Reserva sendo ativado em serviço em 1917. Promovido para Oberst em 1 de Março de 1939, foi o comandante do Kav.Rgt. 3 quando iniciou a Segunda Guerra Mundial.
Após ele assumiu o comando do Reit.Rgt. 22 (22 de Novembro de 1939) e após o 2. Reit.Brig. (2 de Fevereiro de 1940) e uma brigada móvel (Maio de 1940). Ele foi promovido à Major-General em 1 de Setembro de 1940, Tenente-General em 1 de Maio de 1943 e General de Panzertruppe em 1 de Janeiro de 1944.
Foi apontado como comandante oficial da Delegação Alemã da Comissão de Armistício Franco- Italiana (Julho 1940) e assumiu o comando da 17ª Divisão Panzer (10 de Outubro de 1942) se tornando depois Comandante em Chefe na Sicilia (Junho de 1943) após na Sardinia e Corsica (Agosto de 1943). Ele comandou o XIV Corpo Panzer de  23 de Outubro de 1943 até o final da guerra.
Ele foi feito prisioneiro pelos aliados e libertado em 1946. No início da Segunda Guerra Mundial Fridolin von Senger und Etterlin publicou um livro de memórias intitulado "Die Panzergrenadiere". Faleceu em Freiburg em 4 de Janeiro de 1963.

## Condecorações
Foi condecorado com a Cruz da Cavaleiro da Cruz de Ferro (8 de Fevereiro de 1943), com Folhas de Carvalho (5 de Abril de 1944, n° 439) e a Cruz Germânica em Ouro (11 de Outubro de 1943).